# Korahubish Itaa
Korahubish Itaa (ur. 28 lutego 1992) – etiopska lekkoatletka, specjalizująca się w biegu na 3000 metrów z przeszkodami.

## Osiągnięcia
- brązowy medal mistrzostw świata juniorów (Bydgoszcz 2008)
- złoto mistrzostw świata juniorów młodszych (bieg na 2000 m z przeszkodami, Bressanone 2009)

## Rekordy życiowe
- bieg na 2000 m z przeszkodami – 6:11,83 (2009) rekord świata juniorów, rekord Etiopii
- bieg na 3000 m z przeszkodami – 9:29,52 (2009) rekord świata kadetów